# Hrabstwo Mesa

Piramida wieku hrabstwa

Hrabstwo Mesa – hrabstwo w stanie Kolorado w Stanach Zjednoczonych. Siedzibą administracyjną hrabstwa jest miasto Grand Junction. Hrabstwo jest domem dla Narodowego Pomnika Kolorado.
Sąsiedztwo ze stanem Utah sprawia, że znajduje się tu znaczna populacja mormonów.

## Demografia
Według spisu w 2020 roku hrabstwo liczy 155,7 tys. mieszkańców, w tym 93,9% to biali. Latynosi stanowili 14,8% populacji. W latach 2010–2020 populacja hrabstwa wzrosła o 6,1%.
Pod względem religijnym w 2010 roku największą grupę stanowią osoby niestowarzyszone w żadnym związku wyznaniowym. Ponadto hrabstwo ma ponadprzeciętny odsetek mormonów (6,9%) i zielonoświątkowców (5,8%). 16,1% było członkami innych kościołów protestanckich, w większości ewangelikalnych, a 5,4% było członkami Kościoła katolickiego.

## Miasta
- Collbran
- De Beque
- Fruita
- Grand Junction
- Palisade

## CDP
- Clifton
- Fruitvale
- Loma
- Orchard Mesa
- Redlands

## Sąsiednie hrabstwa
- Hrabstwo Garfield – północ
- Hrabstwo Pitkin – wschód
- Hrabstwo Gunnison – wschód
- Hrabstwo Delta – południowy wschód
- Hrabstwo Montrose – południe
- Hrabstwo Grand, Utah – zachód